# Kormträsket
Kormträsket är en sjö i Överkalix kommun i Norrbotten och ingår i Kalixälvens huvudavrinningsområde. Sjön har en area på 0,188 kvadratkilometer och ligger 65 meter över havet.

## Delavrinningsområde
Kormträsket ingår i det delavrinningsområde (738633-180556) som SMHI kallar för Mynnar i Ängesåns vattendragsyta. Medelhöjden är 80 meter över havet och ytan är 8,04 kvadratkilometer. Räknas de 127 avrinningsområdena uppströms in blir den ackumulerade arean 2 456,96 kvadratkilometer. Tvärån (Lansån) som avvattnar avrinningsområdet har biflödesordning 3, vilket innebär att vattnet flödar genom totalt 3 vattendrag innan det når havet efter 85 kilometer. Avrinningsområdet består mestadels av skog (84 procent). Avrinningsområdet har 0,29 kvadratkilometer vattenytor vilket ger det en sjöprocent på 3,6 procent.